# هيرمان فان سبرينجيل
هيرمان فان سبرينجيل مواليد 14 أغسطس 1943 في بلجيكا، هو دراج بلجيكي سابق في صنف سباق الدراجات على الطريق.

## سجل النتائج

### سباقات أو مراحل فاز بها
- طواف فرنسا
- طواف سويسرا

## روابط خارجية
- هيرمان فان سبرينجيل على موقع أرشيف الدراجات (الإنجليزية)
- هيرمان فان سبرينجيل على موقع إحصائيات الدراجات الإحترافية (الإنجليزية)
- هيرمان فان سبرينجيل على موقع CycleBase (الإنجليزية)